# دروازه دهلی، دهلی
دروازه دهلی نامان (انگلیسی: Delhi Gate, Delhi)، دروازه جنوبی در شهر دیوارکشی شده تاریخی دهلی، یا شاه‌جهان‌آباد است که در سال ۱۶۳۸ بعد از میلاد ساخته شد. این دروازه شهر دهلی نو را با شهر قدیمی دیوارکشی شده دهلی مرتبط می‌کند. این دروازه در وسط جاده در انتهای جاده نتاجی سبهاش چندرا (یا نتاجی سبهاش مارگ) در کنار محله دریاگنج قرار دارد.